# 제지
제지 청양씨(帝挚青陽氏)는 중국 고대의 신화에 등장하는 전설의 군주이다. 후대에 삼황오제의 하나로 꼽힌다. 별명은 주제(朱帝)·백제(白帝)·서황(西皇)이다. 제곡의 장남이다.

## 생애
중국 신화에 의하면 제지는 삼황오제의 한 사람으로 제곡의 왕비인 추씨의 딸과의 사이에서 태어난 아들이라고 쓰여져 있다. 중국의 역사서 사기에는 '황제의 제위를 계승하는 것은 무리였다'고 쓰여져 있지만 같은 중국 고대의 역사서 십팔사략에는 '황제의 제위를 계승해, 약 80년간 군주의 자리에 있었고 현재는 중국 산둥성 취푸 시에 매장되었다'라는 기술이 보인다.
일설에 의하면 중국 고대의 삼황오제의 가계를 이었다고 보여지는 소호씨(少昊氏)의 소호·제곡과 동일 인물이라고 하며 마찬가지로 제곡도 또한 삼황오제의 한 사람으로 있는 순과 동일 인물이라고 생각되고 있다. 또 소호씨는 중국 신화에 의하면 성은 은?(嬴: 영)이고 그 밖에도 '少皜, 少皞, 少皋'라고도 쓰여져 있다. 소호씨는 중국의 춘추시대에 번창한 진나라 등의 조상으로서 숭배되었다.

## 같이 보기
- 제곡
- 소호
- 삼황오제
- 사기
- 십팔사략

| 전임 제곡 고신씨 | 중국의 임금(帝) 기원전 2366년경 ~ 기원전 2286년경 | 후임 제요 도당씨 |